# Tröbitz
Tröbitz è un comune di 643 abitanti del Brandeburgo, in Germania.

Appartiene al circondario dell'Elba-Elster (targa EE) ed è parte della comunità amministrativa (Amt) dell'Elsterland.